# Séparation isotopique par laser sur vapeur atomique
Pour les articles homonymes, voir SILVA.

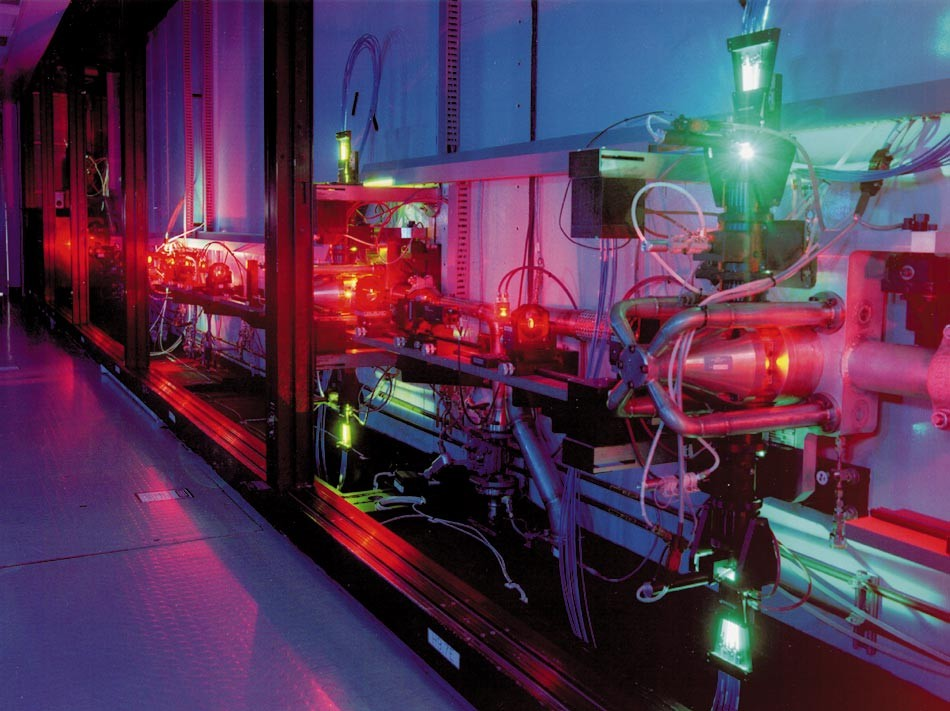
Un essai de séparation isotopique par laser sur vapeur atomique au LLNL. La lumière verte vient d'un laser à vapeur de cuivre, utilisé pour exciter un laser à colorant moléculaire, qui produit la lumière orange.

La séparation isotopique par laser sur vapeur atomique (SILVA) (en anglais, AVLIS, atomic vapor laser isotope separation) est une technique par laquelle un laser accordé est utilisé pour séparer les isotopes de l'uranium, en utilisant l'ionisation sélective par transition hyperfine,.
Le procédé SILVA a, pour caractéristique, une bonne efficacité énergétique, comparable à celle de l'ultracentrifugation gazeuse, un facteur de séparation élevé, et un faible volume de déchets radioactifs.
Une technologie d'inspiration semblable, est la séparation isotopique  de molécules par laser (MLIS, molecular laser isotope separation), qui se fonde sur des molécules au lieu de vapeurs atomiques.

## Industrialisation
Les recherches sur le procédé d'enrichissement de l'uranium par laser ont été menées à partir du milieu des années 1980, en parallèle aux États-Unis (programme Avlis), en France (programme Silva –Séparation Isotopique par Laser de la Vapeur Atomique) et au Japon, en vue de développer une technologie plus compétitive et moins consommatrice d'énergie que la diffusion gazeuse.
Le procédé continue d'être en développement dans quelques pays. Il représente un défi spécifique aux contrôles internationaux de non-prolifération.
En France, SILVA a été développé par le CEA des années 1980 à 2004. COGEMA a cofinancé les recherches du CEA de 1993 à 2002. 200 kilogrammes d'uranium enrichi à teneur isotopique significative ont été produits en novembre 2003, avec environ une tonne d'Uranium appauvri obtenue parallèlement.
Aux États-Unis, dans ce qui a été le plus gros transfert technologique dans l'histoire des États-Unis, le procédé AVLIS a été cédé à la société USEC (United States Enrichment Corporation) pour en faire une exploitation commerciale. Toutefois, après y avoir investi cent millions de dollars, USEC a annoncé (le 9 juin 1999) qu'elle arrêtait ce programme.
On sait à présent que l'Iran a eu un programme SILVA secret. Cependant, l'Iran affirme l'avoir abandonné depuis qu'il a été mis à jour en 2003,.

## Principe
Les spectres d'absorption de l'U-235 et de l'U-238 sont légèrement différents, du fait de la structure hyperfine. Par exemple le pic d'absorption de l'U-238 est à 502.74 nanomètres, alors que celui de l'U-235 se situe à 502.73 nm.
Le procédé SILVA utilise des lasers accordables, dont la fréquence peut être ajustée précisément, de manière que seul l'U-235 absorbe les photons, ce qui conduit à l'excitation de l'atome et à son ionisation par effet photoélectrochimique.
Le procédé SILVA est constitué par un vaporisateur et un collecteur, et un système laser. Le vaporisateur produit un courant d'uranium gazeux. Le montage généralement employé est à deux étages, et utilise une chaine laser pour ioniser l'U-235 :
- Un laser à vapeurs de cuivre fournissant l'énergie optique sous forme de deux longueurs d'onde : 511 et 578 nm.
- Un laser accordable à colorants permettant l'ajustement précis de l'énergie pour ioniser le bon isotope[9],[10],[11].

Pour obtenir une raie spectralement fine, le laser à colorant doit travailler à des puissances faibles. Il est constitué de deux miroirs (réfléchissant et semi-refléchissant pour la cavité) et du milieu amplificateur (le colorant pompé). Dans la cavité, entre le miroir arrière et la cellule contenant le colorant, on place un réseau pour l'ajustement précis de la longueur d'onde. Le faisceau laser de bonne qualité (mais peu intense) produit est alors dirigé vers une séries d'amplificateurs (typiquement la même chose que le laser lui même, mais sans la cavité) également pompé par le laser à vapeur de cuivre.
L'U-235 est sélectivement excité et ionisé par le laser. Les ions sont ensuite déviés vers un collecteur, tandis que les vapeurs neutres d'U-238 traversent le dispositif sans être déviées.